# Maziarnia (Stalowa Wola)
Pour les articles homonymes, voir Maziarnia.
Maziarnia est une localité polonaise de la gmina de Bojanów, située dans le powiat de Stalowa Wola en voïvodie des Basses-Carpates.